# Woleaianische Sprache
Woleaianisch ist eine mikronesische Sprache, die auf Woleai, einem Atoll der Föderierten Staaten von Mikronesien, von ca. 1630 Menschen gesprochen wird.
Woleaianisch hat eine lexikalische Ähnlichkeit von 88 % mit Satawalesisch und Karolinisch, 82 % mit Puluwatesisch, 80 % mit Ulithisch, 78 % mit Mortlockesisch und 75 % mit Chuukesisch.
Gesprochen wird die Sprache in zwei Dialekten (Woleaianisch und Lamotrek).

## Verbreitung
Die Sprache wird im Osten des Bundesstaates Yap auf den Atollen Woleai, Eauripik, Elato, Falalop, Falalus, Faraulep, Ifaluk, Lamotrek, Mariang, Paliau, Seliap und Tegailap gesprochen.

## Schrift

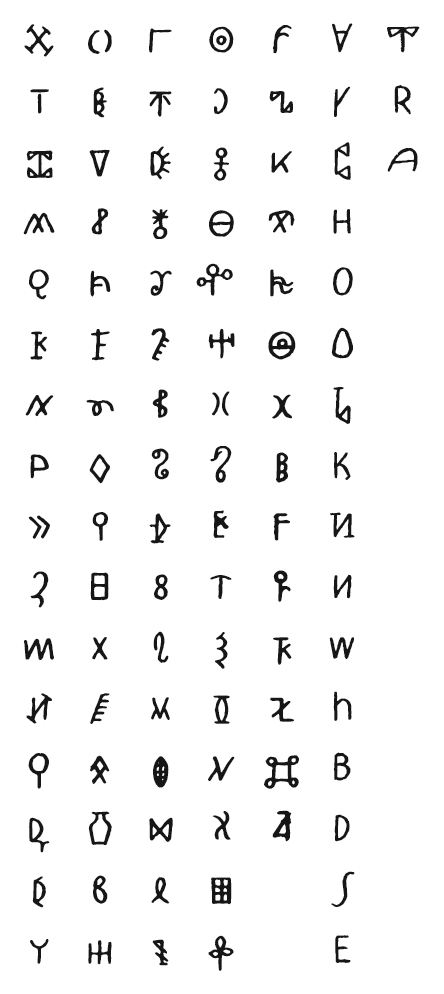
Die einzelnen Zeichen der woleaianischen Schrift

1905 kam der amerikanische Missionar Alfred Snelling auf dem etwa 100 km von Woleai entfernten Atoll Eauripik an und brachte den Bewohnern die lateinische Schrift bei. Es gab anscheinend aber Missverständnisse bezüglich ihrer Funktionsweise; als John Macmillam Brown, ein anderer Missionar, 1913 das Atoll besuchte, hatten die Bewohner eine Silbenschrift geschaffen, die lose auf dem lateinischen Alphabet basierte. Diese woleaianische Schrift wurde bis Mitte des 20. Jahrhunderts verwendet.
Heutzutage wird zur Darstellung von acht Vokalen (a, e, eo, i, iu, o, oa, u) und 23 Konsonanten (b, bb, ch, f, ff, g, k, l, m, mw, n, nn, ng, p, pp, r, s, ss, sh, t, tt, w, y) die lateinische Schrift benutzt.
Aus der deutschen Kolonialzeit hat sich das Wort „kantiin“ (Kantine) in der Bedeutung Laden, Geschäft erhalten.